# Namdaemun
Namdaemun (em coreano:  숭례문, Sunglyemun), é um histórico portão de entrada em estilo de pagode localizado no centro de Seul, a capital da Coreia do Sul. O portão, que foi iniciado no século XIV, foi o primeiro bem a ser listado nos Tesouros Nacionais da Coreia do Sul. No passado, foi um dos três principais portões das muralhas de pedra da cidade de Seul, que se estendiam por 18,2 quilômetros e possuíam 6,1 metros de altura.
O portão está situado em Jung-gu, entre a estação de Seul e a Seoul Plaza. O histórico mercado Namdaemun está próximo ao portão, onde funciona há séculos.
Em 2008, o pagode de madeira em cima do portão foi seriamente danificado por um incêndio criminoso. Os trabalhos de restauro do portal iniciaram em fevereiro de 2010 e estão previstos para ser concluídos até dezembro de 2012.

## Nome

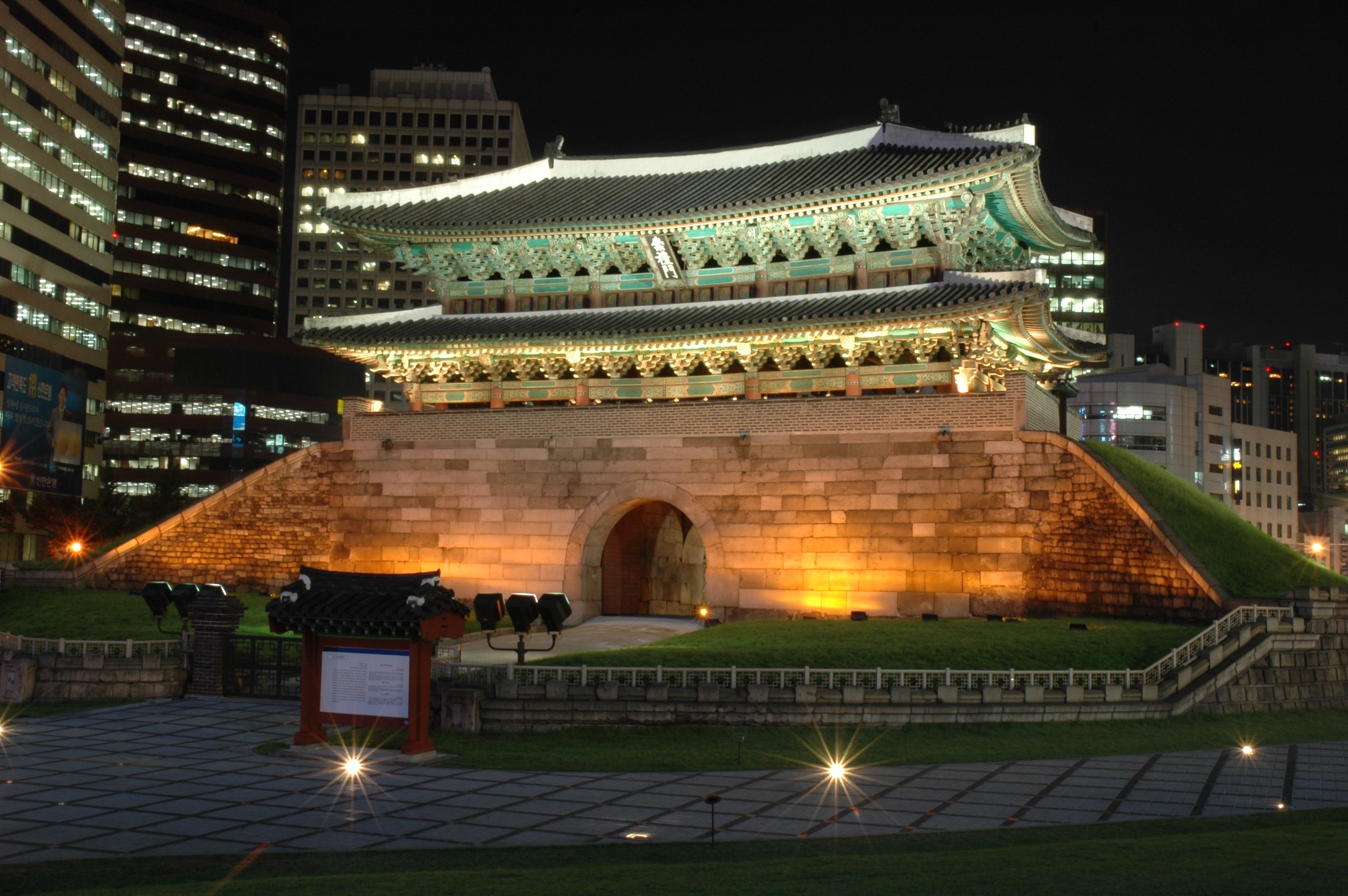
Namdaemun à noite

O governo sul-coreano, como escrito em Hanja sobre a estrutura de madeira, oficialmente chama o marco, Sungnyemun, ("Portão das Cerimônias Grandiosas")  embora tenha sido mais comumente conhecido como Namdaemun ("Grande Portão Sul") desde a Dinastia Joseon. A diferença é devido a ocupação japonesa da Coreia, quando os japoneses defenderam o nome Namdaemun.
Na Coreia moderna, o nome comum tem conotações coloniais; um período em que a identidade coreana foi violentamente suplantada pela cultura japonesa. O nome oficial Sungnyemun deriva da política para recuperar patrimônio coreano do imperialismo japonês. Um processo que conduziu à remoção de edifícios notáveis, como o Edifício do Governo Geral Japonês em Seul.

## História

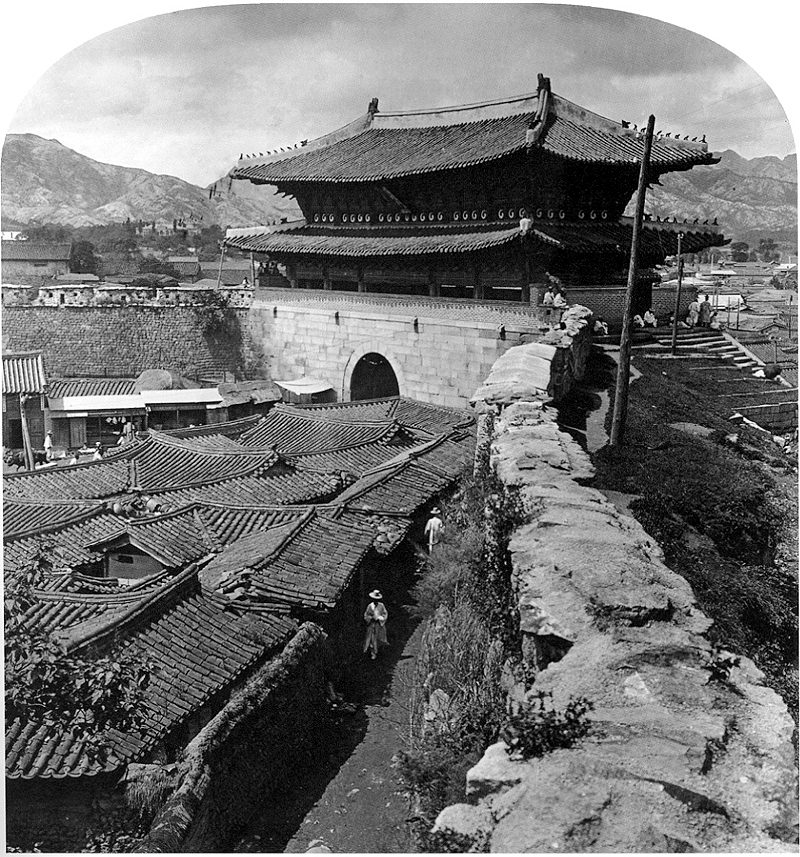
Sungnyemun em 1904

Antes do incêndio de 2008, Namdaemun era a mais antiga estrutura de madeira em Seul. A porta da cidade, feita de madeira e de pedra com dois níveis, telhado em forma de pagode, foi concluída em 1398 e originalmente usada para saudar os emissários estrangeiros, controlar o acesso à capital e manter fora do alcance dos tigres-siberianos. A construção iniciou em 1395, durante o quarto ano do reinado de Taejo de Gojoseon e foi concluída em 1398. A estrutura foi reconstruída em 1447 e foi renovado várias vezes desde então. Era originalmente um dos três portões principais, sendo os outros o Portão Leste (Dongdaemun) e o atualmente demolido Portão Oeste no distrito de Seodaemun, assim denominado em função do antigo portão.
No início do século XX, as muralhas que cercavam Seul foram demolidas, ostensivamente "para tornar o sistema de tráfego mais eficiente". Uma visita a Seul pelo Príncipe Herdeiro do Japão levou à demolição das muralhas em torno do Namdaemun, como o príncipe foi considerado demasiado alto para passar através do portão.

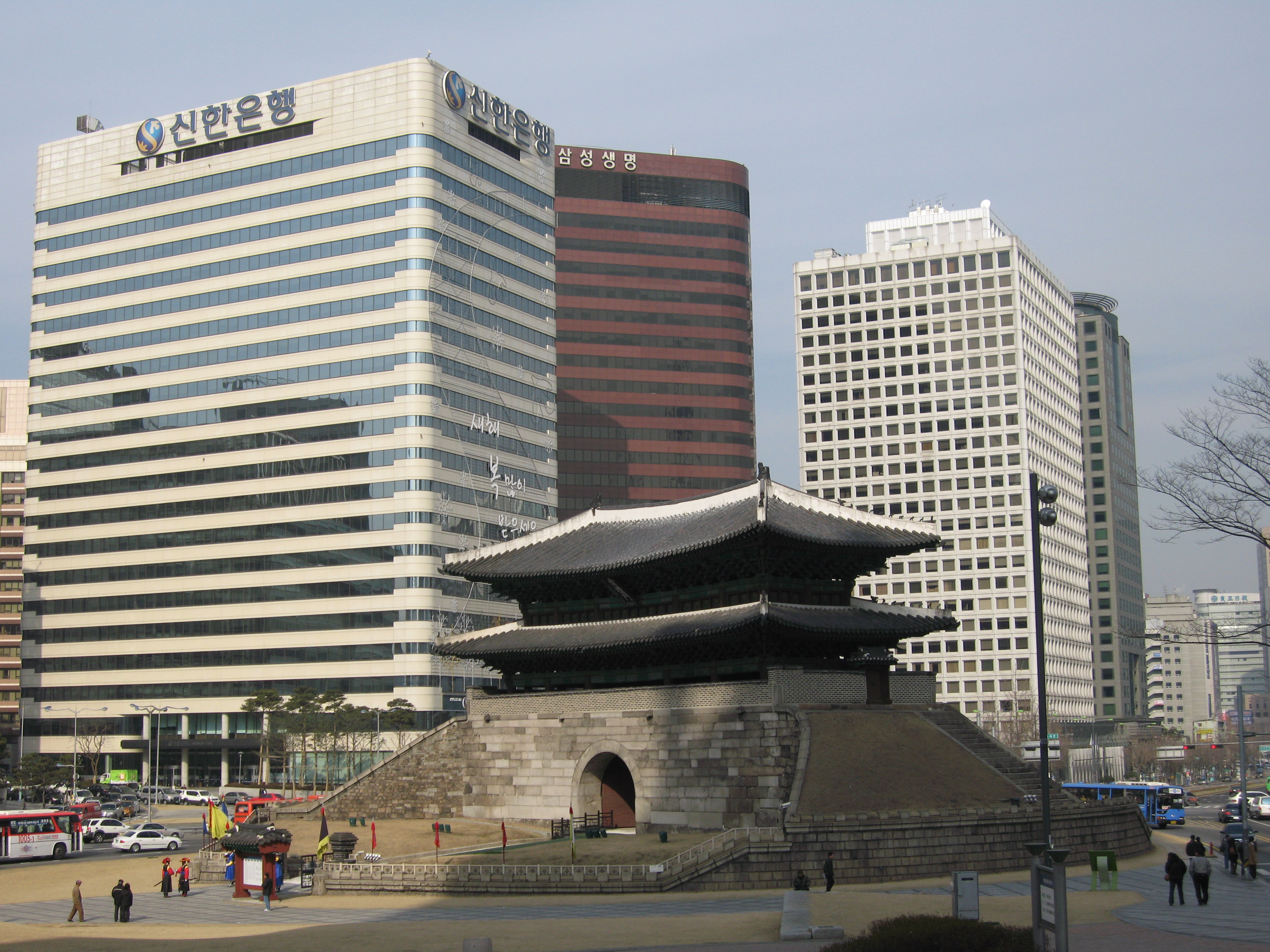
Sungnyemun em 2008

O portão foi fechado ao público em 1907 após as autoridades coloniais japonesas construírem uma linha de bonde elétrico nas proximidades. Namdaemun foi extensivamente danificado durante a Guerra da Coreia e recebeu a sua última grande reparação em 1961, com uma cerimônia de conclusão, realizada em 14 de maio de 1963. Foi-lhe dado o status de "Tesouro Nacional nº 1" em 20 de dezembro de 1962.
O portão foi renovado novamente em 2005, com a construção de um gramado ao seu redor, antes de ser aberto novamente ao público com muita festa em 3 de março de 2006. Durante a restauração, 182 páginas de planos para o portão foram feitas como uma contingência contra eventuais emergências que pudessem danificar a estrutura. Três anos mais tarde, surgiria uma emergência desse tipo.

## Incêndio

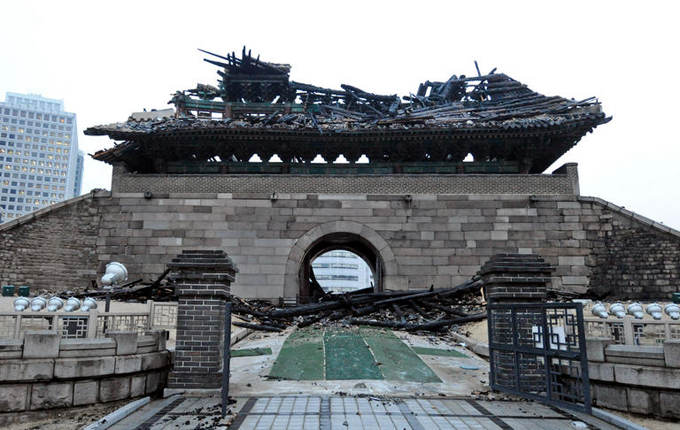
Consequência do incêndio no Namdaemun

Aproximadamente às 20:50 de 10 de fevereiro de 2008, um incêndio danificou seriamente a estrutura de madeira no topo do portão Namdaemun. O fogo saiu fora de controle novamente depois da meia-noite e, finalmente, destruiu a estrutura, apesar dos esforços de mais de 360 bombeiros. Muitas testemunhas relataram ter visto um homem suspeito pouco antes do incêndio, e dois isqueiros foram encontradas onde o fogo se acreditava ter começado. Um homem de 69 anos identificado como Chae Jong-gi foi preso por suspeita de incêndio criminoso e depois confessou o crime. Um capitão da polícia informou que Chae colocou tiner no chão da estrutura e, em seguida, ateou fogo a ela. A polícia disse que Chae estava chateado devido não ter sido pago integralmente pela terra que ele havia vendido para desenvolvedores. O mesmo homem havia sido acusado de um incêndio no Palácio Changgyeong em 2006.

### Restauração

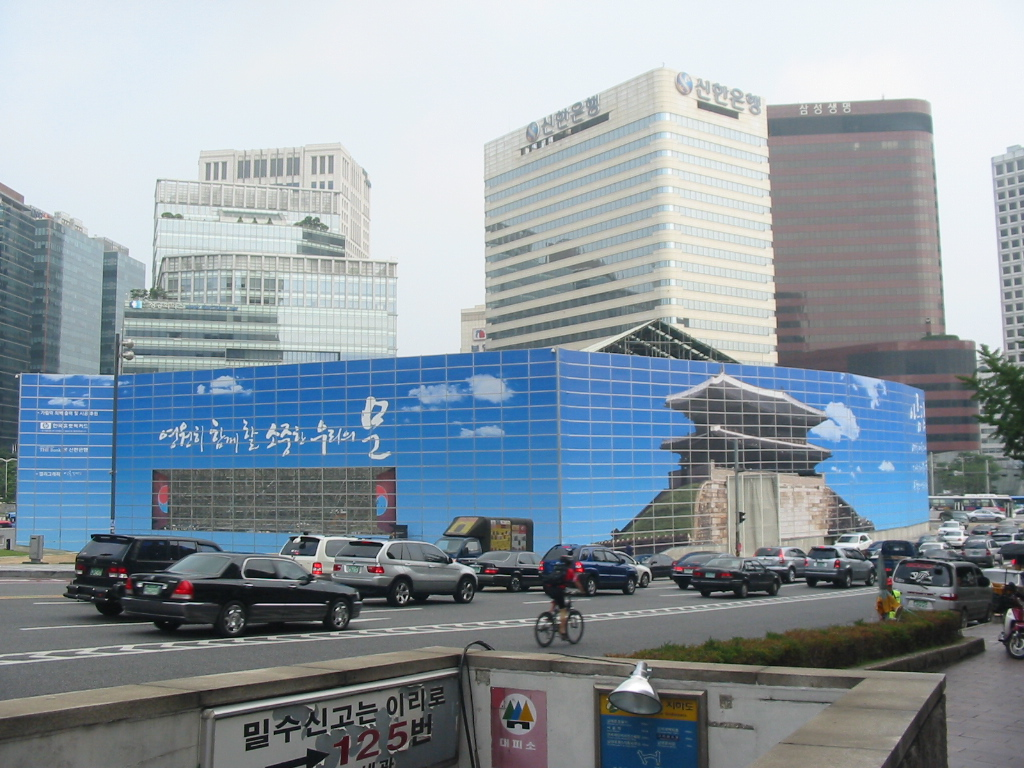
Trabalho de restauração em julho de 2008

A Administração do Patrimônio Cultural da Coreia disse que iria realizar um projeto de três anos que teria um custo estimado de ₩20 bilhões (aproximadamente $14 milhões) para reconstruir e restaurar o portão histórico. O Presidente Lee Myung-bak propôs iniciar uma campanha de doação privada para financiar a restauração da estrutura.
Em janeiro de 2010, 70 por cento do pavilhão do pórtico, o primeiro andar e 80 por cento da parede da fortaleza foram concluídos. O trabalho no telhado começou em abril, após a conclusão do segundo pavimento de madeira, com 22.000 telhas produzidas em um forno tradicional em Buyeo, província de Chungcheong do Sul.